# 朽木量
朽木 量（くつき りょう、1969年 - ）は、日本の考古学者、民俗学者。学位は、博士（史学）。千葉商科大学政策情報学部教授。専門は、物質文化研究・考古学・民俗学。
朽木元綱の叔父の末裔である。

## 来歴
1993年に慶應義塾大学文学部史学科を卒業して引き続き大学院文学研究科に進み、史学専攻修士課程を1995年に、博士課程を1999年に、それぞれ修了した。
2004年に千葉商科大学政策情報学部の准教授となり、大学院政策情報学研究科准教授（2008年）を経て、2014年に政策情報学部・大学院政策情報学研究科教授に就任した。
学外では政策情報学会理事を務める。

## 研究内容
歴史考古学・仏教考古学の研究を基軸に物質文化研究・民俗学・民具学にも関心を広げて研究している。特に、日本の近世～近現代の墓標研究、ニューカレドニア日系移民の生活財（物質文化）の研究、テレビCMに描かれた生活財の研究（物質文化研究）、仏壇や位牌にまつわる考古学・民俗学の視点での研究などを通じて、モノと人との関わりを考察する物質文化研究に関心をもつ。2004年から2006年度には文部科学省の「現代的教育ニーズ取組支援プログラム」に採択された「地域課題の調査分析に基づく政策実践教育」の一環として、学生と共にオープンミュージアムを構築し、地域の文化資産を活かした文化政策を実践的に教育している。

## 受賞歴
- 第19回 日本民具学会研究奨励賞

## 著作

### 単著
- 『墓標の民族学・考古学』慶應義塾大学出版会，2004年

### 書籍寄稿
- 「CM中の生活財を読む」　山田奨治 編『文化としてのテレビ・コマーシャル』世界思想社、2007年
- 「民俗学・民具学･物質文化研究と近現代考古学」　鈴木公雄ゼミナール 編『近世･近現代考古学入門』慶應義塾大学出版会、2007年